# Krummendeich
Krummendeich é um município da Alemanha localizado no distrito de Stade, estado da Baixa Saxônia.
Pertence ao Samtgemeinde de Nordkehdingen.